# Mauvezin-sur-Gupie
Mauvezin-sur-Gupie (okzitanisch: Mauvèsin) ist eine französische Gemeinde mit 611 Einwohnern (Stand: 1. Januar 2022) im Département Lot-et-Garonne in der Region Nouvelle-Aquitaine. Mauvezin-sur-Gupie gehört zum Arrondissement Marmande und zum Kanton Les Coteaux de Guyenne. Die Einwohner werden Mauvezinois genannt.

## Geographie
Mauvezin-sur-Gupie liegt etwa 53 Kilometer nordwestlich von Agen am Gupie. Das Weinbaugebiet Côtes du Marmandais reicht in die Gemeinde hinein.
Umgeben wird Mauvezin-sur-Gupie von den Nachbargemeinden Caubon-Saint-Sauveur im Norden, Saint-Avit im Osten und Nordosten, Escassefort im Osten und Südosten, Marmande im Süden, Beaupuy im Südwesten sowie Castelnau-sur-Gupie im Westen und Nordwesten.

## Geschichte
Von 1973 bis 2003 war Mauvezin-sur-Gupie Teil der Stadt Marmande.

## Bevölkerungsentwicklung
| 463                        | 426 | 452 | 567 | 598 |
| Quellen: Cassini und INSEE |     |     |     |     |

## Sehenswürdigkeiten
- Die Kirche Saint-Pierre-ès-Liens, teilweise im 13. Jahrhundert erbaut, ist seit 1958 Monument historique

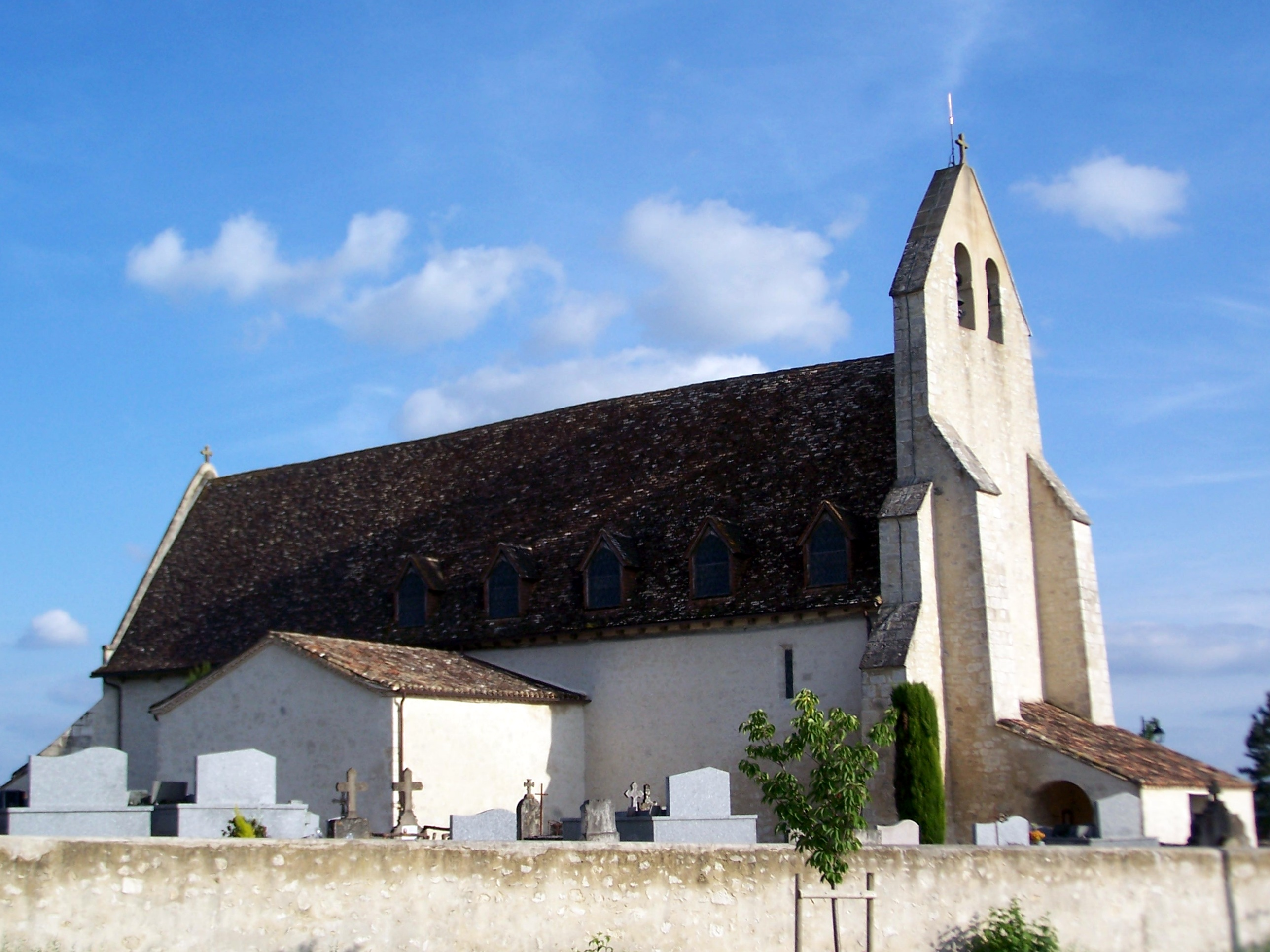
Kirche Saint-Pierre-ès-Liens